# Собор Воскресіння Христового (Красноярськ)

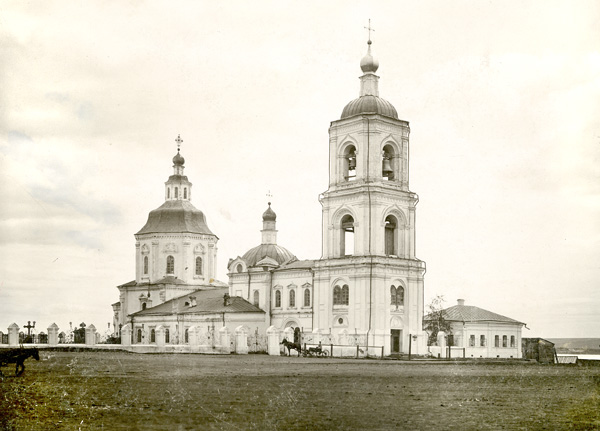
Воскресенський собор, початок XX століття.

Воскресенський собор Красноярська — зруйнований православний храм у Красноярську. Перша кам'яна будівля міста Красноярська.
Побудований на території острога — на Стрілці. У 1759 році староста красноярської соборної церкви Преображення Господнього Леонтій Сидорович Пороховщиков найняв для побудови нового храму «міста Енисейска різночинця» Петра Сокольникова.
Ймовірно, як зразок при будівництві першого кам'яного храму Красноярська був використаний Спаський собор Спаського монастиря в Єнісейську.
В ході будівництва П. Сокільників був відсторонений від керівництва артіллю, «за несправної роботи», і на його місце в 1769 році був «подряжен» інший єнісейського майстер — Сава Паклин, який до 1773 році і добудував будинок церкви.
Пожежа 1773 року знищив Красноярський острог і практично все місто, після пожежі залишилося тільки 30 будинків. З церков, вціліли Благовіщенська церква і Воскресенський собор. Згоріла і перша красноярська соборна Преображенська церква.

## Ікона Преображення Господнього
Ікона створена до 100-річчя з дня заснування Красноярська для соборної Преображенської церкви сибірськими майстрами. День вшанування ікони 6(19) серпня відповідає дню закладки Красноярського острогу.
Після пожежі 1773 року ікона була відновлена і з 1776 рік по 1922 роки перебувала у Воскресенському соборі. У 1795 році службовці міського магістрату пожертвували до ікони срібний оклад вагою 13 фунтів 68 золотників. Ікона з 1923 року зберігається в Красноярському краєзнавчому музеї, а її срібний оклад був вилучений у 1935 році з позначкою «здано в банк для потреб індустріалізації».

## Після пожежі
Стрілка Єнісея стала торговим центром Красноярська. У XVIII столітті базар діяв один раз на тиждень по неділях здебільшого для продажу хліба, овочів та інших харчів. Трохи торгували виробами селянського господарства: полотнами, сукном і тому подібне. Площа перед Воскресенським собором стала називатися «Базарню», а після будівництва Собору Різдва Богородиці - «Старобазарною».
1 березня 1807 року в Красноярську, по дорозі в Петербург помирає граф Рєзанов. Резанова поховали в огорожі собору. На могилі командора встановлюють великий гранітний пам'ятник.
На кладовищі собору ховають впливових людей міста: градоначальників, купців таких як: П. І. Кузнєцов, П. С. Смирнов, Н. К. Гудков та ін
Вулиця, що починалася від Воскресенського собору, називалася Великою, пізніше Воскресенською, нині проспект Миру — центральна вулиця міста Красноярська.
В останній чверті XVIII століття собор був значно розширений за рахунок прибудови з півночі і півдня одноповерхових приділів. У 1850 році замість розібраної шатрової дзвіниці за проектом губернського архітектора Якова Алфеєва була зведена нова дзвіниця. Дзвіниця була збудована на кошти купця Василівського, який також був похований в огорожі собору.
Путівник по Великій сибірської залізниці (С-Петербург, 1900 рік. Видання Міністерства шляхів сполучення) повідомляє, що на дзвоні Воскресенського собору слов'янськими буквами написано: «189 г. іюля 1 день по указу Великого Государя данъ сей вестовой колоколъ съ Москвы изъ Сибирского приказу въ Сибирь на Красный Яръ, весу въ нёмъ 19 п. 31 ф.». У соборі також зберігався «дерев'яний потир з живописними зображеннями, що відносяться до часу царювання Борис Годунов».